# عائدون (فلم)
عائدون فيلم مغربي تلفزيوني من إنتاج القناة الثانية المغربية سنة 2004 للمخرج محمد لطفي، وبطولة كل من آمال التمار، سعاد خيي، حبيبة المذكوري، فريد الركراكي، هدى السفياني، ياسين أحجام.

## القصة
يتطرق الفيلم للمشاكل التي تواجهها الأسر المغربية المهاجرة لأوروبا حين تقرر العودة لموطنها الأصلي وبدء حياة جديدة فيه. ومن أبرز هذه المشاكل تأقلم الأبناء مع محيطهم الجديد وهم من تعودوا وكبروا بين أحضان الثقافة الأوروبية. هذا المشكل المُتجسِّد في حكاية «السعدية» (آمال التمار) التي قررت بعد وفاة زوجها ترك الديار فرنسا ووضع حد لسنوات الغربة والعودة بأبنائها الأربعة إلى أرض الوطن، تاركة خلفها ابنيها البكرين الذين قررا البقاء والاستقرار بفرنسا. لكن المشاكل بدأت منذ أن علم الأبناء بالخبر المفاجئ الذي سيعني استقرارهم في المغرب للأبد لتبدأ المشاكل مع الابنة المراهقة «عالية» المدمنة على التدخين والمتشبعة بالثقافة الأوروبية التي تدخل في علاقة غير شرعية مع أحد الشبان لتقحمها في مشاكل متعددة. وكذلك ظهرت مشكلة الابن «سعيد» الذي حاول بكل الطرق العودة لفرنسا للعيش مع إخوته ولو كلف الأمر الهجرة السرية. وكذلك مشاكل الابن الأصغر مع اللغة العربية في المدرسة. كل هذه الأحداث جعلت الفيلم مثالا حيا للاختلاف بين الثقافات التي تصطدم به الأسر المغربية المهاجرة.